# Twyning
Twyning – wieś w Anglii, w hrabstwie Gloucestershire, w dystrykcie Tewkesbury. Leży 20 km na północ od miasta Gloucester i 151 km na północny zachód od Londynu.